# Faní Halkiá
Faní Halkiá (grekiska: Φανή Χαλκιά) född den 2 februari 1979, är en grekisk friidrottare som tävlar i häcklöpning.
Halkiás genombrott kom när hon vann olympiskt guld på 400 meter häck vid Olympiska sommarspelen 2004 i Aten. Den bästa tiden hon hade noterat på distansen före år 2004 var 56,4. I semifinalen vid OS noterade hon tiden 52,77 vilket då var nytt olympiskt rekord. I finalen gick det något långsammare 52,82 men trots detta blev det ett klart guld.
Hon deltog även vid EM 2006 där hon blev silvermedaljör, efter Rysslands Jevgenija Isakova, på tiden 54,02. Hon deltog även vid VM 2007 i Osaka men blev då utslagen redan i semifinalen. 
Hon fastnade 2008 vid ett positivt dopingprov taget på ett träningsläger före OS.

## Personliga rekord
- 400 meter - 50,56
- 400 meter häck - 52,77